# Anna Boleyn (film)
Anna Boleyn is een Duitse dramafilm uit 1920 onder regie van Ernst Lubitsch.

## Verhaal
Koning Hendrik VIII wil trouwen met Anna Boleyn. Omdat hij van de paus niet mag scheiden van Catharina van Aragon richt hij een eigen Engelse Kerk op. Vervolgens verlaat hij Anna Boleyn echter weer voor Jane Seymour.

## Rolverdeling
| Acteur                   | Personage             |
| ------------------------ | --------------------- |
| Emil Jannings            | Koning Hendrik VIII   |
| Hedwig Pauly-Winterstein | Koningin Catharina    |
| Hilde Müller             | Prinses Maria         |
| Ludwig Hartau            | Hertog van Norfolk    |
| Henny Porten             | Anna Boleyn           |
| Paul Hartmann            | Henry Norris          |
| Aud Egede-Nissen         | Jane Seymour          |
| Maria Reisenhofer        | Jane Boleyn           |
| Ferdinand von Alten      | Marc Smeton           |
| Adolf Klein              | Kardinaal Wolsey      |
| Wilhelm Diegelmann       | Kardinaal Campeggio   |
| Friedrich Kühne          | Aartsbisschop Crahmer |
| Paul Biensfeldt          | Hofnar                |
| Karl Platen              | Lijfarts              |
| Erling Hanson            | Graaf Perey           |
| Sophie Pagay             | Min                   |
| Josef Klein              | William Kingston      |